# Vänsterhäntas dag
Vänsterhäntas dag (The Lefthanders Day) firas den 13 augusti. Den instiftades 1992 av The Left-Handers Club, en förening som i sig bildades 1990.
Syftet med dagen är att uppmärksamma de svårigheter som vänsterhänta upplever i vardagen.